# L'alternativa (PS-RD)
Pour les articles homonymes, voir L'Alternative.
L'alternativa (PS-RD), est une coalition de gauche Andorrane formée par le Parti social-démocrate et Rénovation démocrate pour les élections municipales qui ont eu lieu en décembre 2007.
L'alternativa (PS-RD) a remporté la commune d'Encamp et d'Andorre-la-vieille et reste dans l'opposition dans les 5 autres paroisses.